# 三善清達
三善 清達（みよし きよたつ、1926年（大正15年）7月20日 - 2025年（令和7年）6月28日）は、日本の音楽評論家。東京音楽大学名誉教授、元学長。東京ニューシティ管弦楽団名誉会長。

## 経歴
子供の頃から平井康三郎に音楽を学ぶ。1950年（昭和25年）慶應義塾大学文学部卒業。在学中は慶應義塾ワグネル・ソサィエティーに所属。NHK入局後、ラジオ洋楽部で戦後日本の声楽黎明期から制作プロデューサーとして活動。1956年（昭和31年）から1976年（昭和51年）まで8回にわたるNHKイタリア歌劇団招致に関わる。洋楽チーフ・ディレクターとして『NHK名曲アルバム』などを生み出すなど、数々の音楽番組を制作。また、テレビでの創作オペラを制作し、数々の国際コンクールに優勝・入賞するなど高い評価を受けている。
1980年代以降は音楽評論に専念し『ステレオ芸術』『音楽の友』『音楽芸術』『レコード芸術』等の誌上で活動。執筆された記事は国立国会図書館デジタルコレクションに収蔵されているものだけで300件以上にのぼる。また音楽教育者として東京音楽大学教授となり、1998年（平成10年）学長に就任。2020年（令和2年）現在は東京音楽大学名誉教授。
NHK-FM放送の『音楽ジャーナル』のラジオパーソナリティーを務めたほか、数多くのコンクールでの審査員も務めている。
2025年6月28日、大腸がんのため死去。
98歳没。

## 受賞歴
- 1962年（昭和37年）ザルツブルク・テレビ・オペラ賞コンクール・グランプリ 『綾の鼓』水尾比呂志：脚本 入野義朗：作曲[7]
- 1971年（昭和46年）ザルツブルク・テレビ・オペラ賞コンクール優秀賞『死神』今村昌平：作 池辺晋一郎：作曲[8]
- 1974年（昭和49年）ザルツブルク・テレビ・オペラ賞コンクール・グランプリ 『鳴神』－歌舞伎十八番“鳴神”から－ 間宮芳生：構成、脚色、作曲[7]
- 1975年（昭和50年）イタリア賞コンクール・グランプリ 『魚が消えたとき愛はよみがえる』木村嘉長：作 佐藤眞：作曲[7]
- 1981年（昭和56年）イタリア賞コンクール・イタリア放送協会賞 『月』水尾比呂志：脚本 芥川也寸志：音楽[7]
- 1982年（昭和57年）国際エミー賞コンクール優秀賞 『月』水尾比呂志：脚本 芥川也寸志：音楽[7]

## 家族
妻は女優、朗読家の幸田弘子。弟は作曲家の三善晃。長女は中央線沿線文化に関する著書などの多いエッセイストの三善里沙子。

## 著書
- 音楽の365日〈上〉1月～6月 音楽之友社 1986/4/1 ISBN 978-4276201415
- 音楽の365日〈下〉7月～12月 音楽之友社 1986/4/1 ISBN 978-4276201422
- 日本洋楽外史－日本楽壇長老による体験的洋楽の歴史 ラジオ技術社 野村光一・中島健蔵・三善清達（共著）1978/7/1 ISBN 978-4844310075

## 主な放送出演歴
NHKクロニクルによる。
- 1971年11月11日 NHKアナログ教育TV 教養特集『音楽コンクール40年』増沢健美、野村光一、安川加寿子、別宮貞雄、江藤俊哉、三善清達（司会 NHK芸能局チーフ・ディレクター）
- 1971年11月13日 NHKアナログ教育TV 教養特集『音楽コンクール40年』（再放送）
- 1972年11月3日 NHKアナログ教育TV 第41回音楽コンクール演奏部門受賞者発表演奏会 －日比谷公会堂で録画－ 東京都交響楽団、森正、海老彰子、山本正治、岸本力、栗山智子、渡辺暁雄、野村光一、遠山一行、清水脩、吉田雅夫、三善清達（司会 芸能局チーフディレクター）
- 1974年11月4日 NHKアナログ教育TV 第43回音楽コンクール演奏部門受賞者発表会 －日比谷公会堂で録画－ 森正、東京都交響楽団、渡辺健二、出口正子、岩崎由紀子、梶井裕子、天満敦子、毛利友美、沢和彦、坂井俊博、目良義延、磯貝富治男、三善清達（NHK洋楽番組班チーフ・ディレクター）、堀田光子（NHK洋楽番組班チーフ・ディレクター）
- 1975年1月26日 NHKアナログ教育TV 教養特集『蓄音機』舟橋透、似鳥高司、池田圭、中島健蔵、木村松太郎、山中勇吉、高城重躬、三善清達（NHK洋楽番組班チーフ・ディレクター）
- 1975年1月28日 NHKアナログ教育TV 教養特集『蓄音機』（再放送）
- 1975年11月3日 NHKアナログ教育TV 第44回音楽コンクール演奏部門受賞者演奏会 －日比谷公会堂で録画－ 森正、東京都交響楽団、水野佳、山口裕之、畑麻子、小森谷泉、佐藤俊、児島一江、大藤裕子、高橋啓三、松井洋子、山崎伸子、木越洋、上村昇、三善清達（NHK洋楽番組班チーフ・ディレクター）、堀田光子（NHK洋楽番組班チーフ・ディレクター）
- 1976年3月22日 NHKアナログ総合TV 藤原義江さんをしのんで 宮沢縦一、森正、宮本良平、三善清達（司会：NHK洋楽班）
- 1976年11月3日 NHKアナログ教育TV 第45回音楽コンクール演奏部門受賞者演奏会 －日比谷公会堂で録画－ 毛利友美、久保田巧、奥田雅代、梅津正好、山田恵美子、糸井正博、重野和彦、関孝弘、長島圭太、勝部太、水野賢司、山路芳久、三善清達（NHK洋楽番組班チーフ・ディレクター）、堀田光子（NHK洋楽番組班チーフ・ディレクター）
- 1977年11月3日 NHKアナログ教育TV 第46回音楽コンクール演奏部門受賞者演奏会 千住真理子、堀米ゆず子、景山誠治、黒崎練太郎、山村民也、秋山雪美、上村昇、秋津智、柳田耕治、斉藤雅広、日置寿美子、大森晶子、三善清達（NHK洋楽番組班チーフ・ディレクター）、堀田光子（NHK洋楽番組班チーフ・ディレクター）
- 1978年11月3日 NHKアナログ教育TV 第47回音楽コンクール演奏部門受賞者演奏会 山崎牧子、中川京子、清水和音、武田忠善、柳瀬洋、熱田敬一、長濱公子、木村紀子、市原多朗、加藤知子、古澤巖、漆原啓子、後藤美代子、三善清達（司会：NHK洋楽番組班チーフ・ディレクター）
- 1979年10月6日 NHKアナログ教育TV テレビコンサート ＜世界に輝くコンクールの星＞1.小犬のワルツ ショパン作曲 ほか 藤原浜雄、楊麗貞、三上桂子、三善清達、沼田早苗
- 1979年10月6日 NHKアナログ教育TV テレビコンサート ＜世界に輝くコンクールの星＞（再放送）
- 1979年11月3日 NHKアナログ教育TV 第48回音楽コンクール演奏部門受賞者演奏会 －日比谷公会堂で録画－ 鈴木秀美、古澤巖、市原多朗、岡田博美、佐橋裕子、東京フィルハーモニー交響楽団、森正、大木正興、三善清達（NHK洋楽班）
- 1980年11月3日 NHKアナログ教育TV 第49回音楽コンクール演奏部門受賞者演奏会 関山幸弘、阿部裕之、川口ヱリサ、遠藤優子、近藤孝司、宮下宣子、小山実稚恵、韓伽倻、岩崎ちひろ、菊地裕美、前澤悦子、桑原英子、大木正興、三善清達（司会：NHK音楽部）
- 1981年11月3日 NHKアナログ教育TV 第50回音楽コンクール演奏部門受賞者演奏会 －演奏部門本選会から－ 大林修子、辻井淳、渡辺玲子、菊池由子、藤井比呂恵、清水まり、津田真理、熊谷恵美子、三村和子、花崎薫、小山みどり、河野文昭、東京フィルハーモニー交響楽団、森正、大木正興、三善清達（NHK音楽部）
- 1985年3月17日 NHKアナログ教育TV 放送開始60周年記念 テレビ音楽シアター ―国際コンクール入賞作品集― 『月』ほか 、山咲千里、宮木百合子、本多実男、水尾比呂志、芥川也寸志、佐野浅夫、市野洋子、西村晃、木村嘉長、砂原美智子、宮原卓也、栗本尊子、水尾比呂志、栗林義信、吉田玉男、松本美和子、吉田文雀、間宮芳生、三善清達（話：音楽評論家）、青木裕子（きき手アナウンサー）
- 1985年10月6日 NHKアナログ教育TV 思い出のイタリア歌劇公演 歌劇『オテロ』ヴェルディ作曲 －第2回NHKイタリア歌劇公演－ －東京宝塚劇場で録画－ マリオ・デル・モナコ、ガブリエルラ・トゥッチ、ティト・ゴッビ、アンナ・ディ・スタジオ、マリアーノ・カルーソー、ガブリエレ・デユリス、東京放送合唱団、二期会合唱団、NHK交響楽団、アルベルト・エレーデ、カミルロ・パルラヴィチーニ、ブルーノ・ノフリ、三善清達（話）
- 1992年5月10日 NHK-FM 音楽ジャーナル －4月の音楽時評－ 音楽評論家：三善清達
- 1992年8月2日 NHK-FM 音楽ジャーナル －7月の音楽時評－ 音楽評論家：三善清達
- 1992年10月4日 NHK-FM 音楽ジャーナル －9月の音楽時評－ 音楽評論家：三善清達
- 1992年11月29日 NHK-FM 音楽ジャーナル －11月の音楽時評－ 音楽評論家：三善清達
- 1993年5月9日 NHK-FM 音楽ジャーナル －4月の音楽時評－ 音楽評論家：三善清達
- 1993年8月1日 NHK-FM 音楽ジャーナル －7月の音楽時評－ 音楽評論家：三善清達
- 1993年10月3日 NHK-FM 音楽ジャーナル －9月の音楽時評－ 音楽評論家：三善清達
- 1994年1月9日 NHK-FM 音楽ジャーナル －12月の音楽時評－ 音楽評論家：三善清達
- 1994年4月3日 NHK-FM 音楽ジャーナル －3月の音楽時評－ 音楽評論家：三善清達
- 1994年7月3日 NHK-FM 芸術ジャーナル －6月の音楽時評－ 音楽評論家：三善清達 音楽キャスター：岡部真一郎